# Centratherum confertum
Centratherum confertum là một loài thực vật có hoa trong họ Cúc. Loài này được K.Kirkman mô tả khoa học đầu tiên năm 1981.